# Thorvald Ernulf
Anders Olof Thorwald Ernulf, född 17 augusti 1912 i Göteborg, död 11 juli 2011 i Kungälv, var en svensk väg- och vattenbyggnadsingenjör. 
Ernulf, som var son till civilingenjör Adolf Eriksson och Carina Busck, avlade studentexamen 1931 och utexaminerades från Chalmers tekniska högskola 1938. Han blev ingenjör vid Göteborgs stads gatukontor 1938, gatuingenjör i Lidingö stad 1944, stadsingenjör i Arboga stad 1947, byggnadschef där 1950, dito i Eskilstuna stad 1960 och sedermera stadsplanechef i Eskilstuna kommun. Han var ledamot av trafiksäkerhetskommittén i Lidingö stad 1944–1947, i Arboga stad 1947–1960, ledamot av hälsovårdsnämnden 1947–1960, av fastighetstaxeringsnämnden i Arboga och länsprövningsnämnden i Västmanlands län. Ernulf är gravsatt i minneslunden på Skogskyrkogården i Kungälv.